# Acompsoceras
Acompsoceras é um gênero extinto de cefalópode pertencente à subclasse dos Ammonitas. Ele cresceu até um tamanho grande em comparação com a maioria dos amonitas. Sua concha atingiu 18 polegadas (46 cm) de diâmetro quando o animal atingiu a idade adulta. Acompsoceras aparece no registro fóssil durante a porção inicial do estágio Cenomaniano do Cretáceo e extinto em meados desse mesmo estágio.

## Distribuição
Fósseis de Acompsoceras foram encontrados no Brasil, Colômbia (Formação Hiló), Alemanha, Madagascar, Nigéria, Reino Unido e Texas.

## Espécies
Acompsoceras é da mesma família de Acanthoceras, e Acanthoceratidae, e contém diversas espécies:
- A. amphibolum
- A. calabarense
- A. essendiense
- A. inconstans
- A. renevieri